# Heidi (1952)
Heidi é um filme suíço de drama dirigido por Luigi Comencini. O roteiro foi escrito por Lazar Wechsler, baseado na literatura infantojuvenil homónima de 1880 escrita pela autora suíça Johanna Spyri. O filme estrelou Elsbeth Sigmund, Heinrich Gretler e Thomas Klameth. Também teve uma sequela intitulada Heidi und Peter de 1955.

## Sinopse
Heidi vive com seu avô, Alp-Öhi. E com seu amigo, o pastor Peter, ela passa um bom tempo nas montanhas suíças.
O pastor da aldeia visita o Alp-Öhi. Ele pede para vir junto com Heidi à aldeia, com os novos sinos da igreja sendo tirados. Em torno dos sinos pendurados, o festival aldeia é realizado e, tradicionalmente, é para as crianças ajudarem a pendurarem os sinos e Heidi não pode faltar. Além disso, ela poderia fazer amizade com ele e com as crianças da aldeia, pois logo de qualquer maneira deve visitar a escola da aldeia. O Alp-Öhi não é muito feliz, porque ele vive discutindo com os moradores. É acusado de ser o responsável por um incêndio em que cinco casas e a torre da igreja foram queimadas. Mas o fato é que o tio não causou o incêndio, mesmo resgatando o seu único filho, o pai perdido de Heidi. Pouco tempo depois, a mãe de Heidi morre de tristeza pela perda.
A tia Dete, a irmã da mãe de Heidi, é transferida para ela a guarda de Heidi; porque ela tem um lugar em Frankfurt para viver com a Heidi, mas sem o Alp-Öhi.
Dete recorda agora da criança. Dete é empregada na casa dos Sesemann e trabalha lá como cozinheira. O sr. Sesemann procura para sua filha Klara uma amiga para ela desde a sua doença de paralisia infantil. Este papel é agora dado a Heidi. Sem mais delongas, Kurzerhand disse que Alp-Öhi sequestrou Heidi e levou-a à Frankfurt.
Logo Klara e Heidi fazem amizade rapidamente, e se ajudam no que podem. No entanto, sua naturalidade é preservada pela governanta nobre Meyer, a governanta de Klara. Todos os funcionários, especialmente o mordomo Sebastian gostam muito de Heidi. E então acontece quase um pequeno milagre: Klara, cuidada com carinho por Heidi, pode tomar um dia os primeiros passos novamente. Quando o Sr. Sesemann regressa de uma longa viagem, não acredita quando vê sua criança saudável e feliz em seus braços. Em gratidão, ele quer Heidi fique, que tem realizado este milagre, em vez de aceitar, ela o recusa por causa da saudade de casa e do avô.
Depois do sonambulismo de Heidi gravemente doente, o simpático Dr. Classen, um bom amigo da casa Sesemannschen, dá conselhos ao Sr. Sesemann, para Heidi regressar a casa, de volta ao vovô. E assim acontece e Heidi e Klara vão para lá durante as férias.
As brigas entre Alp-Öhi e os moradores logo se resolvem e num domingo, entra o avô de Heidi na igreja da vila.

## Elenco
- Elsbeth Sigmund como Heidi
- Heinrich Gretler como Alp-Öhi
- Thomas Klameth como Geissenpeter
- Elsie Attenhofer como Tante Dete
- Margrit Rainer como Peters Mutter
- Fred Tanner como Pfarrer
- Isa Günther como Klara Sesemann
- Willy Birgel como Herr Sesemann
- Traute Carlsen como Klaras Grossmutter
- Anita Mey como Frl. Rottenmeyer
- Theo Lingen como Butler Sebastian
- Max Haufler como Bäcker
- Armin Schweizer como Dompförtner[2][3]

## Literatura
- Johanna Spyri: Heidi. Heidis Lehr- und Wanderjahre. Mit Bildern von Hans G. Schellenberger. (Versão não editada do texto original de 1880.) Arena, Würzburg 2004, ISBN 3-401-05706-5